# Maevatanana (district)
Maevatanana is een district van Madagaskar in de regio Betsiboka. Het district telt 143.077 inwoners (2011) en heeft een oppervlakte van 11.085 km², verdeeld over 6 gemeentes. De hoofdplaats is Maevatanana.